# Ried (Gemeinde Wallsee-Sindelburg)
Ried ist eine Ortschaft und eine Katastralgemeinde der Gemeinde Wallsee-Sindelburg im Bezirk Amstetten in Niederösterreich.

## Geschichte
Laut Adressbuch von Österreich waren im Jahr 1938 in Ried drei Landwirte mit Ab-Hof-Verkauf ansässig.

## Siedlungsentwicklung
Zum Jahreswechsel 1979/1980 befanden sich in der Katastralgemeinde vier Ortsräume mit 122 Bauflächen auf zusammen 54213 m² und 158 Gärten auf 440997 m², 1989/1990 waren es 123 Bauflächen. 1999/2000 war die Zahl der Bauflächen auf 221 angewachsen, wobei 56 Gebäude bestanden. 2009/2010 waren es 216 Gebäude auf 364 Bauflächen.

## Landwirtschaft
Die Katastralgemeinde ist landwirtschaftlich geprägt. 517 Hektar wurden zum Jahreswechsel 1979/1980 landwirtschaftlich genutzt und 70 Hektar waren forstwirtschaftlich geführte Waldflächen. 1999/2000 wurde auf 530 Hektar Landwirtschaft betrieben und 86 Hektar waren als forstwirtschaftlich genutzte Flächen ausgewiesen. Ende 2018 waren 511 Hektar als landwirtschaftliche Flächen genutzt und Forstwirtschaft wurde auf 92 Hektar betrieben. Die durchschnittliche Bodenklimazahl von Ried beträgt 45 (Stand 2010).